# Казацкий вал
Казацкий Вал (укр. Козацький вал) — комплексный памятник природы общегосударственного значения. Расположен на территории Лысянского района Черкасской области, возле сёл Журжинцы и Хижинцы.
Площадь природоохранной территории составляет 8 га. Учреждение, являющееся землевладельцем и в ведении которого находится памятник природы — Хижинский сельский совет. Памятник природы создан Распоряжением Совета Министров УССР от 14 октября 1975 года № 780-р.
Объектом охраны являются остатки средневекового (IX века) фортификационного сооружения — вала, а также формируемых на этой территории растительных комплексов. Вал, проходящий по холмистому плато над глубокими балками, хорошо сохранился, высота его 4 м (местами до 10 м), длина 8 км. На внешней стороне — ров глубиной около 3 м. Часть вала покрыта широколиственным лесом, распространена лугово-степная растительность вторичного происхождения (на стадии перехода от перелогов к формированию плотного дернистого тонконогого-кострецового лугово-степного травостоя).